# برندن دانیلز
برندن دانیلز (انگلیسی: Brendon Daniels؛ زادهٔ ۲۴ سپتامبر ۱۹۹۳) بازیکن فوتبال اهل بریتانیا است.
از باشگاه‌هایی که در آن بازی کرده‌است می‌توان به باشگاه فوتبال چستر، باشگاه فوتبال فایلد، باشگاه فوتبال کرو آلکساندرا، باشگاه فوتبال تاموورث، و باشگاه فوتبال هروگیت تاون اشاره کرد.
وی همچنین در تیم ملی فوتبال England C بازی کرده‌است.